# ثقافة أم الدباغية
تعد ثقافة أم الدباغية أو ثقافة أم الدباغية/سوتو هي أقدم مجموعة لقايا في العصر الحجري الحديث الفخاري في شمال بلاد ما بين النهرين . حازت على هذه التسمية نسبة لمكان الاكتشاف في أم الدباغية وتل سوتو في العراق اليوم ، والتي تُظهر الصورة الأكثر شمولية لهذه الثقافة الأثرية . غالبًا ما يستخدم مصطلح قبيل ثقافة حسونة بشكل مترادف ، بما أن يمكن فعليًا عد ثقافة سوتو/ أم الدباغية كدرجة تسبق مباشرة ثقافة حسونة . حتى الآن ، لم يوجد اتفاق مقبول عموما لتعيين هذه الحقبة.

## التأريخ
على الأقل منذ الحفريات في الجزيرة في أوائل السبعينيات من قبل الباحثة البريطانية كيركبرايد D.Kirkbride في أم دباغية بادر Nikolai O. Bader في تل سوتو، عثر على أدلة متزايدة ، تكشف السمات المميزة لها عن مجموعة ثقافية موحدة كانت موجودة لقرون قبل ظهورها فخار حسونة ومتوطنة في سهل شمال بلاد ما بين النهرين. ومع ذلك ، بسبب عدم وجود بيانات موثوقة من الكربون المشع ، فإن التأريخ الواضح صعب ويستند إلى حد كبير على المقارنات. على سبيل المثال ، يمكن تحديد مرحلة البناء المبكر في تل 2 في تلول الثلاثات من خلال ثقافة أم دباغة-سوتو ويمكن تتبعها وتأريخها إلى 5،850 ± 80 قبل الميلاد  كذلك بيانات بالكربون المشع لطبقة استيطان في تل كشكاشوكII ، تغطي فترة 5،930-5،540 قبل الميلاد. ومنتجلت قبيل-حسونة الواردة فيه تحدد إطارًا زمنيًا تقريبيًا. لا توجد قيم للكربون المشع لأم الدباغية و سوتو . ومع ذلك ، في سوتو يمكن فهم التطور المستمر للفخار جيدًا جدًا إذ تظهر الاكتشافات من الطبقات 1-6 أوجه تشابه قوية مع أم الدباغية ، في حين أن فخار الطبقات من 7 إلى 8 لها تشابه مذهل مع منتجات حسونة العتيقة وبذلك أمكن توثيق المرحلة الأولى من الثقافة اللاحقة في شمال بلاد ما بين النهرين. توفر هذه المعطيات مؤشرات تقريبية على الأقل ، بحيث تؤسس لفترة حوالي 6000 - 5750 قبل الميلاد.

## منطقة التوزيع والمحليات الهامة

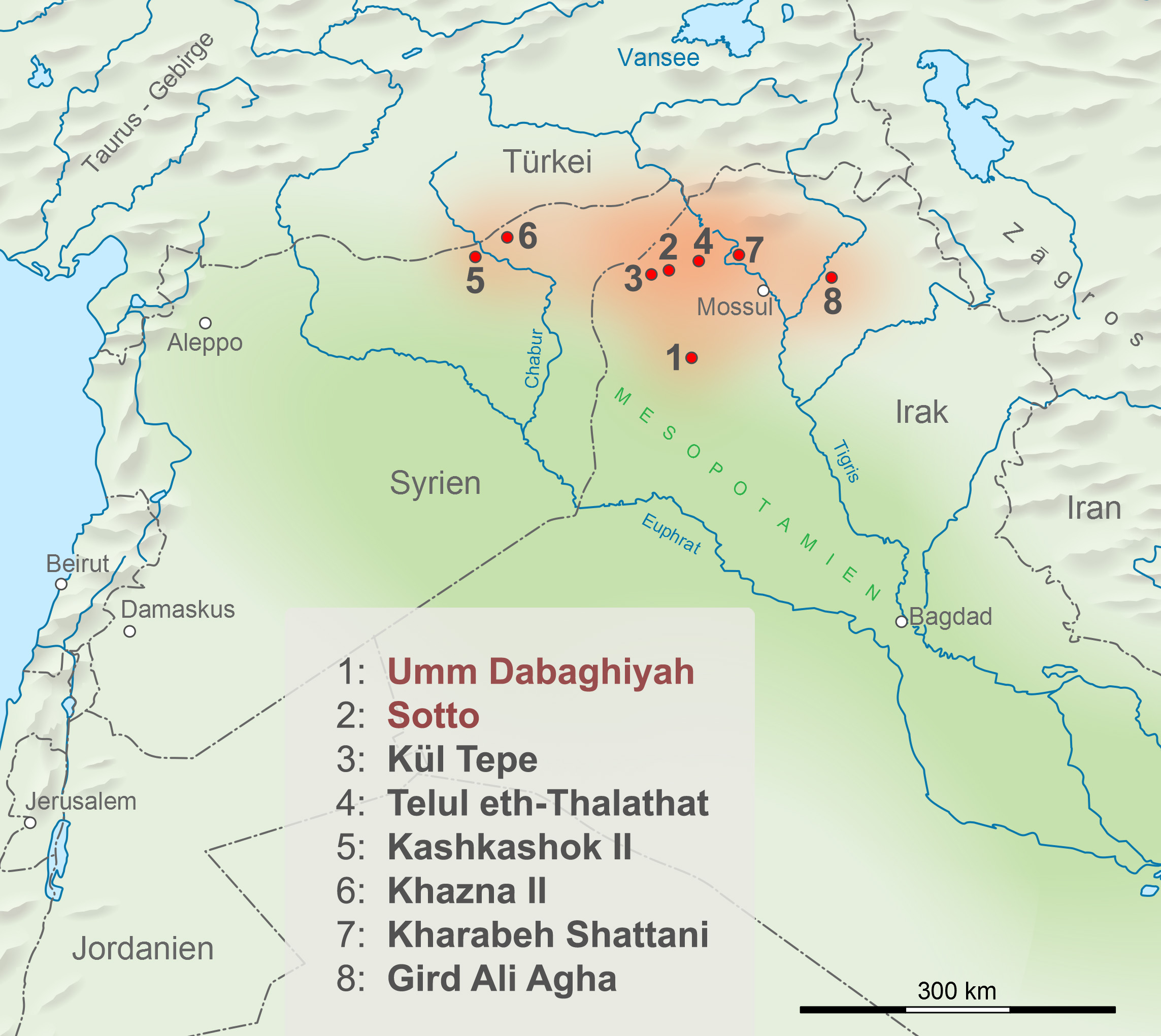
منطقة توسع ثقافة ام الدباغية/سوتو

في حين أن الثقافات السابقة كانت تسكن بشكل رئيسي مناطق التل التي تحيط بشمال بلاد ما بين النهرين على شكل هلال ، نشأت المستوطنات الآن في السهول الخصبة لنهر الفرات ودجلة . امتد الإرث المادي لهذه المجتمعات عبر معظم الجزيرة من سفوح جبال زاغروس في الشرق إلى ضفاف الخابور في الغرب. ومع ذلك ، ينصب التركيز على المنطقة في الجزء العلوي من دجلة جنوب جبل سنجار في المنطقة المحيطة بالموصل . أم الدباغية ، على بعد حوالي 26 كم غرب الحضر ، هي أقصى جنوب هذه المشآت وهي نوع من البؤر الاستيطانية لأغراض الصيد. تقع سوتو على بعد كيلومترين غربًا من موقع ياريم تبه الأثري على الحافة الشمالية لسهل بلاد ما بين النهرين في المنطقة المجاورة مباشرة لمواقع كول تبه في الغرب و تلول الثلاثات ، على بعد حوالي 40 كم في الشرق. في الشمال الشرقي من سوريا ، توجد منشآت تل كشكاشوكII وخزنة II بالقرب من الحسكة على الخابور. الحدود الشرقية يحدها غرد علي آغا على الزاب الكبير .

## توصيف المواد

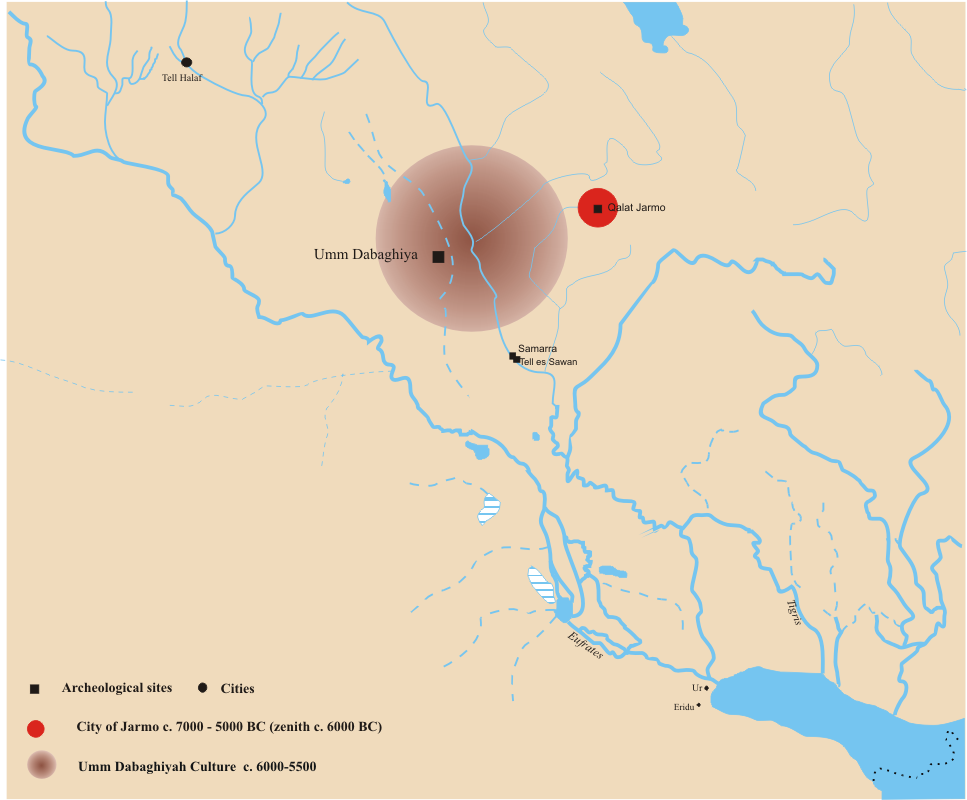
بلاد ما بين النهرين 7000-6000

كانت بعض المواقع القديمة ، مثل جرمو أو المغزلية ، لديها بالفعل معرفة بإنتاج الفخار، وبالتالي تعتبر الممثلة الكلاسيكية لفخار العصر الحجري الحديث قبل ذروة نمط فخار أم الدباغية/سوتو ، لكنها لم تحقق تنوعًا في إرثها. من حوالي 6000 قبل الميلا لم يسجل فقط استخدامًا واسع النطاق للمنجات الفخارية في شمال بلاد ما بين النهرين فحسب، بل أن أوجه تشابه كبيرة بين الاكتشافات من المستوطنات الفردية تبرز وتشكل صورة شبكة منسقة.

### الفخار
إن الأواني الفخارية المكتشفة لهذه المجموعة بسيطة في الأساس ، ولها جدار سميك مقوى بمواد نباتية ومشوية بدرجة حرارة منخفضة. جرى إنشاء أشكالها الخشنة يدويًا باستخدام تقنية الفائف ، إذ لم يكن اختراع عجلة الخزاف قد حدث بعد. بالإضافة إلى هذه المنتجات الخشنة الحبيبية ، عثر على فخار مصنوع من مواد ناعمة، والتي ربما كانت مستوردة. على الرغم من أن الغالبية العظمى من الأواني المكتشفة غير مزخرفة ، هناك أيضًا بعض العينات المطلية بالمغرة ، وبعضها الآخر مصقول أو مزين بالحزّ. تهيمن الزخارف البسيطة مثل النقاط أو الدوائر أو الخطافات أو المثلث أو أنماط حراشف السمك ، والتي تضاف عادةً أسفل شفة الوعاء. يمكن أيضًا العثور في فخار على أوعية ذات قاع مخدد ، والتي ربما كانت تستخدم لتقشير الحبوب، كما الموجودة في فخار حسونة الجدير بالذكر بشكل خاص هي نماذج زخرفية مشغولة بعملية ومصممة بدقة، على سبيل المثال ، عيون وآذان بشرية ، ورؤوس حيوانات ، وثعابين ، وشكل بشري أو هلال. من الأمثلة على ذلك الأوعية المستديرة أو البيضاوية ، وقدور بسيطة ، وطاسات وصحون ، ولكن أيضًا اواني مخروطية مزدوجة يصل ارتفاعها إلى 50 سم.

### اللقايا الحجرية واللقايا الصغيرة
كان إنتاج الأشياء المصنوعة من الحجر لا يزال جزءًا من الصورة العامة. إذ صنعت أدوات كشط، وقطع وثقب من الصوان المتاح محليا ومن السبج المستورد-أغلبها قطع مُصنعة- من منظقة بحيرة فان أو منطقة جبل غولو داغ في الأناضول. باستثناء أم الدباغية ، لوحظت زيادة في وزن شفرات المنجل والشظايا العادية. صنعت الفؤوس والبلطات المسطحة والخطافات والإبر على سبيل المثال   مصنوعة من الرخام والبازلت . يمكن العثور على مسننات أدوات في الغالب بأعداد صغيرة في معظم المواقع. علاوة على ذلك ، اكتشفت اواني مصقولة مصنوعة من الصخور الطرية مثل المرمر أو الحجر الجيري الرخامي ، ولكن أيضًا منتجات صُنعت بعناية من الصخور الصلبة - كانت هناك أيضًا أحجار طحن ورؤوس مدقات. كان الجبس يستخدم لتجصيص في العمارة، ولكن أيضا لصناعة مجسمات، و طلي الاجسام أو إنتاج طاسات بسيطة.
وتشمل الاكتشافات الخاصة تماثيل فخارية انثوية ، مرسوم على بعضها أو مزينة بالحز . كما كشفت مقذوفات مقلاع بأعداد كبيرة ، مثل مستودع أسلحة في أم الدباغية بأكثر من 2400 كرة طينية مشوية بقطر يصل إلى 15 سم . وتشهد على صناعات النسيج والدباغة المثاقيل المصنوعة من الجص ، ودوارة المغازل الطينية، بالإضافة إلى المخارز والإبر المصنوعة من العظام . صُنعت خرزات الأساور والعقود من معادن مختلفة واكتشافات نادرة من النحاس توثق أول عمل تعديني في شمال بلاد ما بين النهرين.

## نمط التوطن والأسس الاقتصادية

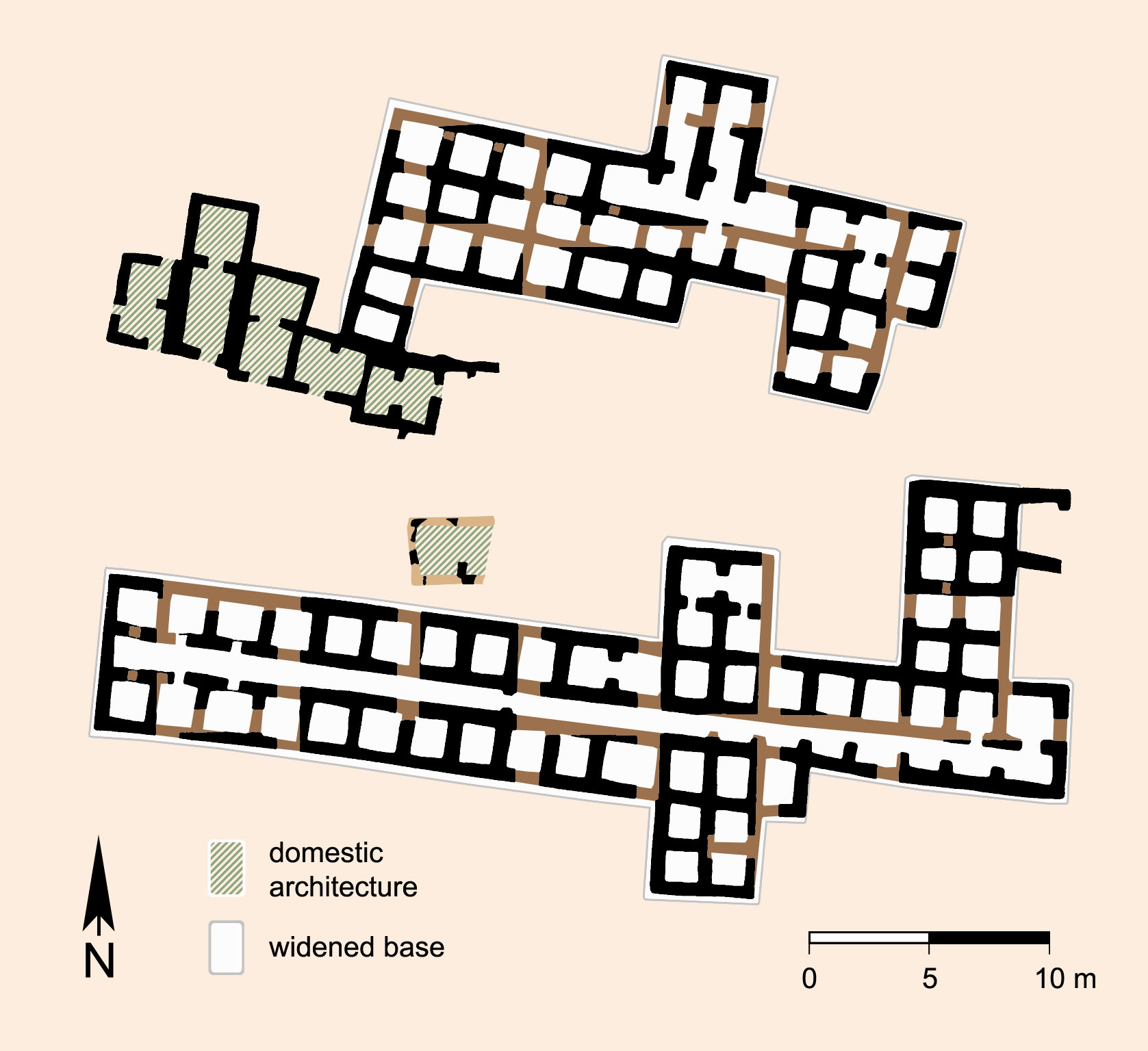
مخطط مباني تخزين في أم الدباغية (الطبقات الثالثة إلى الرابعة)

عاش سكان ثقافة أم دباغية/سوتو في مجتمعات قروية من 20 إلى 30 شخصًا لكل مستوطنة. اقيمت مبان معظمها مستطيلة وصغيرة عادة في طريقة التربة المدكوكة، التي تشكل بها الجدران بتكديس الطين الرطب باليد، أو بالطوب الطيني اليدوي الصنع المجفف في الهواء وملاط . كانت جدران وممرات المنازل في الغالب مقصورة بشكل كبير ، كما كان الجزء الداخلي يتكون من مقاعد ، وكوات تخزين، ورفوف وموقد ، والذي كان متصل بفرن خارج للمنزل - فتحة للدخان تأمن التهوية . كما هو الحال في جاتال هويوك ، كان الوصول إلى الغرف الصغيرة بشكل رئيسي عبر الأسطح ، والتي ربما تم استخدامها كمنطقة عمل. في حين أن كل منزل في سوتو يتألف من غرفة واحدة 12-16 م 2 ، فإن بعض المنازل السكنية في أم دباغية لها فتحات بأبواب صغيرة بارتفاع 50-74 سم بين الغرف التي يمكن للمرء الزحف من خلالها. بالإضافة إلى ذلك ، هناك بنى وظيفية مثل مباني التخزين وحفر لشي الفخار أو بنى شبيهة بالحوض ذات مقصورة بشدة بقنوات صرف ، ربما تستخدم كأحواض لدباغة الجلود.
الكثير من إمداداتها الغذائية جاء من الزراعة المطر ، مع مساعدة من التي تزرع ايمر ، einkorn ، بدائية الشعير (الشعير العاري)، البازلاء و العدس . الاستثناء من ذلك هو مستوطنة أم الدباغية ، والتي تم تصميمها بوضوح للصيد على نطاق واسع للحيوانات البرية. الغزلان ، onagers والخنازير البرية، الأرخص ، الضباع ووالذئاب والأرانب والطيور قتل باستخدام أساليب الصيد المتخصصة (الشباك، والمزالق). وشملت الحيوانات المستأنسة بشكل رئيسي الأغنام والماعز ، وكذلك الماشية والخنازير والكلاب.

## الرسوم الجدارية والدفن
لم يصلنا إلا قليلاً عن الحياة اليومية والهوية الخاصة والتراث غير المادي لهؤلاء الناس. الشواهد على ذلك، مثلًا ، التصويرات المرسومة في أم دباغية بالمغرة الحمراء على الجدران الداخلية للمنازل. من المفترض أنهم يمثلون مشاهد المطاردة والصيد للحمير البرية ، والتي كانت تجري بمساعدة الخطافات والشبكات. تظهر اللوحات الجدارية الأخرى خطوطًا متموجة قد تصور النسور وهي تحط ، ويتكون شكل آخر يسمى العناكب والبيض من خطوط ونقاط متموجة.
كُشفت تسعة مدافن في سوتو ، توفر معلومات حول كيفية تعامل عصر قبيل-حسونة مع الموت. وضعت الجثث إما مباشرة تحت أرضية المنزل أو في المنطقة المجاورة مباشرة للمنزل ؛ ثمان من هذه المدافن كانت لأطفال الذين تتراوح أعمارهم بين 1-3 سنوات. جرى تقطيع الجثث في الغالب قبل الدفن حتى يمكن وضعها في أوعية أو حفر ضحلة. احتوى اثنان من هذه المدافن على مرفقات جنائزية على شكل حاويات بها عظام حيوانات وحُلي ، بما في ذلك خرز من اللازورد  وصفيحة نحاسية مشوهة.

## المؤلفات
- روجر ماثيوز : ما قبل التاريخ المبكر لبلاد الرافدين. 50،000 - 4،500 قبل الميلاد (= Subartu.5 ). Brepols ، Turnhout 2000 ، ISBN 2-503-50729-8 .
- جيمس ميلار : العصر الحجري الحديث في الشرق الأدنى. Thames & Hudson ، لندن 1975 ، ISBN 0-500-79003-5 .
- هيرمان بارزينغر : أطفال بروميثيوس. تاريخ البشرية قبل اختراع الكتابة. بيك ، ميونيخ 2014 ، ISBN 978-3-406-66657-5 .
- نورمان يوفي وجيفري ج.كلارك : المراحل المبكرة في تطور حضارة بلاد ما بين النهرين: الحفريات السوفيتية في شمال العراق. مطبعة جامعة أريزونا ، 1994 ، ISBN 978-0-816-51393-2 .

## الحواشي
1. ↑  Während Kirkbride (1972) und Mellaart (1975) auf einen Wert der Schicht XV von 5.570 ± 80 v. Chr. Bezug nehmen und die Funde vor dieser Zeit verordnen, nennt Matthews (2000) nach neuerem Forschungsstand 3 Radiocarbon-Werte der Schichten XV-XVI, von denen der oben genannte am treffendsten den aktuellen Forschungsstandpunkt bestätigt.
2. 1 2 3 4 5 6  vgl. Roger Matthews: The early prehistory of Mesopotamia. 50,000 - 4,500 BC. Brepols, Turnhout 2000, ISBN 2-503-50729-8, S. 57–63
3. ↑  vgl. Hermann Parzinger: Die Kinder des Prometheus. Eine Geschichte der Menschheit vor der Erfindung der Schrift. 2. Auflage. C. H. Beck Verlag, München 2015, ISBN 978-3-406-66657-5, S. 154–157.
4. 1 2 3  vgl. James Mellaart: The Neolithic of the Near East. Thames & Hudson, London 1975, ISBN 0-500-79003-5, S. 135–141.
5. ↑  vgl. Diana Kirkbride: Umm Dabaghiyah 1971: A Preliminary Report. An Early Ceramic Farming Settlement in Marginal North Central Jazira, Iraq. Beitrag in Iraq, Vol. 34, No. 1 (1972), S. 3–15.
6. ↑  Der Begriff der „Tauf“-Architektur wird als Baugrundlage in der entsprechenden Fachliteratur häufig undifferenziert zur eigentlichen „Pisé“-Bauweise aufgeführt. Die nachträgliche, schwierige Unterscheidung beider Bauweisen im Grabungsumfeld scheint im Bewusstsein der technischen Unterschiede zu einer synonymen Verwendung der Begriffe zu führen. Siehe hierzu: http://www.edition-open-access.de/studies/3/4/index.html#43, abgerufen am 2. Februar 2015 نسخة محفوظة 2019-08-14 على موقع واي باك مشين.
7. ↑  vgl. Diana Kirkbride: Umm Dabaghiyah 1974: A Fourth Preliminary Report. Beitrag in Iraq, Vol. 37, No. 1 (1975), S. 3–10.
8. ↑  vgl. Hans Helbaek: Traces of Plants in the Early Ceramic Site of Umm Dabaghiyah. Beitrag in Iraq, Vol. 34, No. 1 (1972), S. 17–19.
9. ↑  vgl. Diana Kirkbride: Umm Dabaghiyah: A Trading Outpost?. Beitrag in Iraq, Vol. 36, No. 1/2 (1974), S. 85–92.
10. ↑  vgl. Sandor Bökönyi: The Fauna of Umm Dabaghiyah: A Preliminary Report. Beitrag in Iraq, Vol. 35, No. 1 (1973), S. 9–11.
11. ↑  Matthews weist an dieser Stelle darauf hin, dass eine richtige Identifikation der Perlen das erste Auftreten dieses Materials in Mesopotamien bezeugen würde.